# Plevna, Kansas
Plevna là một thành phố thuộc quận Reno, tiểu bang Kansas, Hoa Kỳ. Năm 2010, dân số của xã này là 98 người.

## Dân số
Dân số các năm:
- Năm 2000: 99 người
- Năm 2010: 98 người